# Wikipédia en tagalog
Wikipédia en tagalog (en tagalog : Wikipediang Tagalog) est l’édition de Wikipédia en tagalog, langue philippine parlée aux Philippines. L'édition est lancée en janvier 2004. Son code est : tl.
Au 20 mars 2025, l'édition en tagalog contient 48 361 articles et compte 148 538 contributeurs, dont 132 contributeurs actifs et 10 administrateurs.

## Présentation

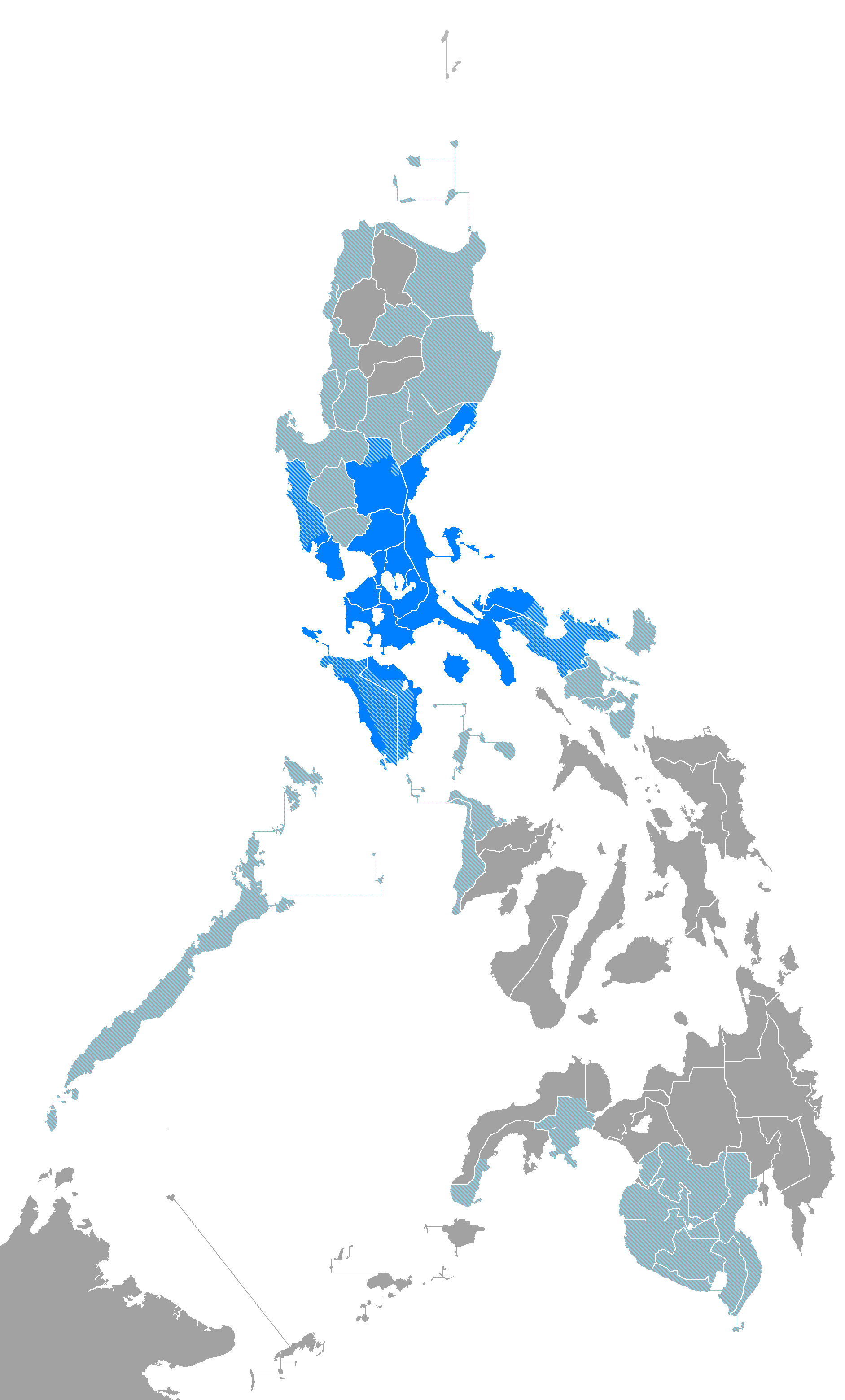
Aire de diffusion du tagalog.

## Statistiques
- Le 11 mars 2008, l'édition en tagalog atteint 16 000 articles avec Pandaka pygmaea[2].
- Le 30 juin 2008, elle atteint 17 000 articles avec Silindro (harmonica)[3].
- Le 5 août 2008, elle atteint 18 000 articles avec Unang Aklat ng mga Macabeo (premier Livre des Maccabées)[4].
- Le 2 octobre 2008, elle atteint 19 000 articles avec Heriyatriko (gériatrie)[5].
- Le 1er novembre 2008, elle atteint 20 000 articles avec Anak ng Tao (Fils de l'Homme)[6].
- En février 2009, elle compte quelque 20 900 articles et 10 000 utilisateurs enregistrés.
- Le 22 mars 2010, elle atteint 25 000 articles avec Sky Girls (Sky Girls)[7].
- Le 20 juillet 2010, elle atteint 30 000 articles avec Charlottenburg-Wilmersdorf (arrondissement de Charlottenbourg-Wilmersdorf)[8].
- Le 25 octobre 2010, elle atteint 40 000 articles avec 1714 Sy ((1714) Sy)[9].
- Le 9 novembre 2010, elle atteint 45 000 articles avec Ekonometriks (économétrie)[10].
- Le 15 janvier 2011, elle atteint 50 000 articles avec Yu-Gi-Oh! Zexal (Yu-Gi-Oh! Zexal)[11].
- En juillet 2012, elle compte quelque 55 900 articles.
- Le 4 février 2013, elle atteint 60 000 articles avec Lalaking Vitruvio (Homme de Vitruve)[12].
- Le 1er août 2015, elle compte 63 193 articles.
- À partir de juillet 2021, en raison de la suppression massive d'articles très courts, le nombre total d'articles est inférieur à 50 000.
- Le 4 novembre 2022, elle contient 43 490 articles et compte 126 085 contributeurs, dont 155 contributeurs actifs et 11 administrateurs.
- Le 19 août 2024, elle contient 47 499 articles et compte 143 736 contributeurs, dont 153 contributeurs actifs et 10 administrateurs.